# 奥勒·马森
奥勒·马森（丹麥語：Ole Madsen，1934年12月21日—2006年3月26日），生于哥本哈根，丹麦男子足球运动员，司职前锋，1958年完成国家队首秀。他曾代表丹麦国家队参加1964年欧洲国家杯，获得第4名。